# Куйманы
Куйманы́ — деревня Ивовского сельсовета Липецкого района Липецкой области.
Восточнее расположен посёлок Розы Люксембург. В деревне на местной речке сделаны три пруда.
Название, скорее всего, связано с гидронимом Куйманка — эта река протекается в 10 км севернее деревни.
В 1 км севернее Куйманов расположена заброшенная церковь, которую называют Полевой . Ранее вокруг неё было село. Здание имеет восьмигранный барабан и трехъярусную колокольню.

## История
Основана выходцами из расположенного невдалеке села Куймань (ныне в Лебедянском районе). По переписи 1926 г. в ней было 9 дворов и проживало 52 человека. На 1 января 2001 г. здесь насчитывалось 18 хозяйств и 30 жителей. Входила в Нижнестуденецкую волость Липецкого уезда Тамбовской губернии. С образованием районов находилась в составе Студенецкого (Водопьяновского, Донского) района.
В 1970 г. построена школа в д. Куйманы (в настоящий момент не функционирует).
В 1984-1992 годах деревня газифицирована.

## Население
| 2010 | 2012 |
| ---- | ---- |
| 21   | ↘19  |